# Якоб Галлус
Якоб Галлус (справжнє ім'я і прізвище — Якоб Петелін), відомий також як лат. Jacobus Gallus Carniolus, Jacob(us) Handl, Jacob(us) Händl, Jacob(us) Gallus, словен. Jakob Petelin Kranjski; між 15 квітня і 31 липня 1550, Рибниця — 18 липня 1591, Прага) — словенський композитор епохи Ренесансу, автор духовної музики.

## Біографія
Петелін у вільному трактуванні означає півень — Handl, Händl і Gallus німецькою і латинською. Використовував латинську форму свого імені, до якої додавав Carniolus, що вказує на місце походження — Країна в Словенії.
Освіту здобув, мабуть, в одному з цистерціанських монастирів в Країні. У 1564-1566 роках подорожував по Австрії.
В 1574-1575 роках був співаком у Віденській придворній капелі. Після 1575 року служив у цистерціанських монастирях Австрії, Богемії, Моравії, Південної Сілезії.
У 1580-1585 роках — керівник хору у єпископа Оломоуцького, в 1585 році — капельмейстер (можливо, регент (диригент)) і органіст собору св. Яна в Празі.

## Творчість
Композицією почав займатися близько 1575 р. Найбільше значення серед його творів мають мотети («Opus musicum harmoniarum», 1586-1590, містить 374 мотету для всіх літургійних свят). У деяких з них проявляється зв'язок зі словенською народною писемністю.
Широку популярність завоювали мадригали Я. Галлуса. Він був майстром як гомофонного, так і поліфонічного стилю. У своїх творах поєднував поліфонічний стиль франко-фламандської школи пізнього Відродження зі стилем венеціанської школи рубежу XVI і XVII століття.
Представник течії контрреформації в чеській музиці.
Автор як сакральної, так світської музики і, так званих, пародійних мес.
Вважається плідним композитором, якому приписують понад 500 композицій, в тому числі, хорових творів.
Творчість Я. Галлуса відіграло важливу роль у становленні музичної культури епохи Відродження.

## Обрані музичні твори
- Messa Elisabethae impletum est tempus
- Harmoniae morales (1589)
- Selectiores qvaedam missae (1580)
- Opus musicum (1586-1591)
- Harmoniae morales (1589 i 1590)
- Moralia (1596)

## Пам'ять
- Портрет композитора розміщений на банкноту Словенії 1991 року номіналом 200 словенських толарів.[9]
- У тому ж році пошта Югославії випустила марку, присвячену композитору.
- Ім'я Галлуса носить концертний зал Культурного і конгресового центру ім. Цанкаря в Любляні.